# 日鳽目
日鳽目（學名：Eurypygiformes）包括鷺鶴科唯二的新喀里多尼亞特有種，以及生活在美洲熱帶地區的日鳽 ，而分布在大西洋、印度洋和太平洋赤道附近的熱帶鳥則是牠們最相近的親屬。

## 分類
日鳽目的親緣地位並不明確，牠們屬於具岡瓦那血統鳥類的兩個科。基於某些外形特徵，一開始牠們被分類在鷺科，後來改到鶴形目。依據2014年Jarvis, et al.提出的「用全基因組分析解決現代鳥類生命樹的早期分支」，日鳽目和鸏形目是遠親。從鶴形目的角度來看，鷺鶴通常被認為和曾生存在紐西蘭現已滅絕的镐嘴秧鸡，以及生活在中南美的日鳽有親緣關係。最近的研究也指出，日鳽是鷺鶴現存的近親。舉例來說，費恩和厚德認為牠們肯定是姐妹群；福洛等人從細胞分類學的觀點指出，牠們有很緊密的系統發育關係；這些學者都建議，這兩群鳥分別在南美洲和新喀里多尼亞因岡瓦那大陸漂移而分開。在他們的研究裡，日鳽、鷺鶴和擬鶉科並未跟傳統的鶴形目分類在一起，而是歸在他們所提出的Metaves這個演化支，包括了麝雉、鳩鴿科、夜鷹目、紅鶴、鸏形目、雨燕目、沙雞科和鸊鷉科。不過，運用他們的資料，並不能合適解決這個群的內部架構，甚至還包含了許多無法證實的分類（例如夜鷹科和紅鶴），也因此，Metaves的單系群和實用性並不清楚。值得一提的是，鷺鶴和日鳽，也許還包括Adzebill，似乎可以形成一個明顯的鳥類岡瓦那譜系：或許是一個目還是更多目，儘管牠們之間、擬鶉科，以及核心鶴目這些鳥群的親緣關係尚未獲得合理解決。無論如何，可以特別注意的地方是，日鳽和擬鶉科擁有絨羽，而核心鶴形目的鳥類並沒有。
儘管鷺鶴是鷺鶴科現存唯一鳥種，學者已經由全新世亞化石的殘骸描述一種較大型的低地鷺鶴。低地鷺鶴的體型比鷺鶴大15%，除了翅膀長度外，體型的度量並沒有重疊。如果低地鷺鶴生存在所有低海拔地區，而當地卻都沒有發現任何鷺鶴的化石，所有描述這些化石的科學家建議，牠們各別是生存在高地和低地的不同物種。在人類抵達新喀里多尼亞後，許多物種相繼滅絕，而低地鷺鶴正是其中之一。某些學者質疑低地鷺鶴的正確性，但有更多學者支持牠的存在。
2014年Jarvis, et al.提出的現今鳥目的全基因組分析揭露，日鳽目和鸏形目是遠親，這兩目形成核心水鳥──鷺形類（學名：Ardeae）的姐妹群，並放棄了Metaves的假說。